# Сломчин (Груєцький повіт)
Сломчин (пол. Słomczyn) — село в Польщі, у гміні Груєць Груєцького повіту Мазовецького воєводства.
Населення — 255 осіб (2011).
У 1975-1998 роках село належало до Радомського воєводства.

## Демографія
Демографічна структура станом на 31 березня 2011 року:
|          | Загалом | Допрацездатний вік | Працездатний вік | Постпрацездатний вік |
| -------- | ------- | ------------------ | ---------------- | -------------------- |
| Чоловіки | 136     | 27                 | 99               | 10                   |
| Жінки    | 119     | 17                 | 74               | 28                   |
| Разом    | 255     | 44                 | 173              | 38                   |